# 圣胡安省 (阿根廷)
圣胡安省（San Juan）為南美國家阿根廷二十三省之一，位於阿根廷西部（如右圖之18位置），該省首府為圣胡安（San Juan）。